# H-IIA
H-IIA je středně silná dvoustupňová raketa provozovaná agenturou JAXA. Její premiéra se uskutečnila 29. srpna 2001, užitečné zatížení tvořily dvě družice. S výškou 53 m, průměrem 4 m a nosností 10–15 tun na LEO je srovnatelná například s raketou Falcon 9 společnosti SpaceX. Nosič tohoto typu naposledy vzlétl 28. června 2025, při celkem 50 startech selhal pouze jednou. Náklady na jednotlivý start činily zhruba 90 mil. USD. 

## Popis

### Verze
- První číslo označuje počet stupňů
- Druhé číslo označuje počet přídavných raketových motorů LRB
- Třetí číslo označuje počet SRB
- Čtvrté číslo označuje počet přídavných raketových motorů SSB (pozn.: Pokud raketa není vybavena žádným motorem SSB, čtvrté číslo se neuvádí.)

| Označení              | Hmotnost (t) | Užitečné zatížení na GTO (t) | Přídavné motory               |
| --------------------- | ------------ | ---------------------------- | ----------------------------- |
| H-IIA 202             | 285          | 4,1                          | 2x SRB-A                      |
| H-IIA 2022 (vyřazená) | 316          | 4,5                          | 2x SRB-A 2x SSB (Castor 4AXL) |
| H-IIA 2024 (vyřazená) | 347          | 5                            | 2x SRB-A 4x SSB (Castor 4AXL) |
| H-IIA 204             | 445          | 6                            | 4x SRB-A                      |
| H-IIA 212 (zrušená)   | 403          | 7,5                          | 2x SRB-A 1x LRB               |
| H-IIA 222 (zrušená)   | 520          | 9,5                          | 2x SRB-A 2x LRB               |

### Specifikace stupňů
| Urychlovací motory - SRB-A             | Urychlovací motory - SRB-A               |
| -------------------------------------- | ---------------------------------------- |
| Počet motorů                           | 2 - 4                                    |
| Výška                                  | 15,1 m                                   |
| Průměr                                 | 2,5 m                                    |
| Tah                                    | 2 260 kN                                 |
| Specifický impuls                      | 280 s (2,7 km/s)                         |
| Délka hoření                           | 120 sekund                               |
| Palivo                                 | HTPB                                     |
| Urychlovací motory - SSB (Castor 4AXL) |                                          |
| Počet motorů                           | 2 - 4                                    |
| Výška                                  | 14,9 m                                   |
| Průměr                                 | 1 m                                      |
| Tah (jednoho motoru)                   | 745 kN                                   |
| Specifický impuls                      | 280 s (2,7 km/s)                         |
| Délka hoření                           | 60 sekund                                |
| Palivo                                 | Tuhé                                     |
| První stupeň                           |                                          |
| Výška                                  | 37,2 m                                   |
| Průměr                                 | 4 m                                      |
| Motor(y)                               | 1x LE-7A                                 |
| Tah                                    | 1 098 kN                                 |
| Specifický impuls                      | 440 s (4,3 km/s)                         |
| Délka hoření                           | 390 sekund                               |
| Palivo                                 | Kapalný vodík - LH2 Kapalný kyslík - LOX |
| Druhý stupeň                           |                                          |
| Výška                                  | 9,2 m                                    |
| Průměr                                 | 4 m                                      |
| Motor(y)                               | 1x LE-5B                                 |
| Tah                                    | 137 kN                                   |
| Specifický impuls                      | 447 s (4,38 km/s)                        |
| Délka hoření                           | 534 sekund                               |
| Palivo                                 | Kapalný vodík - LH2 Kapalný kyslík - LOX |

## Přehled startů
| Let číslo | Datum, čas (UTC)            | Verze      | Náklad | Výsledek |
| --------- | --------------------------- | ---------- | --- | -------- |
| 1         | 29. srpna 2001, 07:00       | H-IIA 202  | VEP 2 LRE | Úspěch   |
| 2         | 4. února 2002, 02:45        | H-IIA 2024 | VEP 3 MDS-1 (Tsubasa) DASH                                                                                                  | Úspěch   |
| 3         | 10. září 2002, 08:20        | H-IIA 2024 | USERS DRTS (Kodama) | Úspěch   |
| 4         | 14. prosince 2002, 01:31    | H-IIA 202  | ADEOS 2 (Midori 2) WEOS (Kanta-kun) FedSat 1 Micro LabSat 1                                                                 | Úspěch   |
| 5         | 28. března 2003, 01:27      | H-IIA 2024 | IGS-Optical 1 IGS-Radar 1                                                                                                   | Úspěch   |
| 6         | 29. listopadu 2003, 04:33   | H-IIA 2024 | IGS-Optical IGS-Radar | Neúspěch |
| 7         | 26. února 2005, 09:25       | H-IIA 2022 | MTSAT-1R (Himawari 6) | Úspěch   |
| 8         | 24. ledna 2006, 01:33       | H-IIA 2022 | ALOS (Daichi) | Úspěch   |
| 9         | 18. února 2006, 06:27       | H-IIA 2024 | MTSAT-2 (Himawari 7) | Úspěch   |
| 10        | 11. září 2006, 04:35        | H-IIA 202  | IGS-Optical 2 | Úspěch   |
| 11        | 18. prosince 2006, 06:32    | H-IIA 204  | ETS-VIII (Kiku 8) | Úspěch   |
| 12        | 24. února 2007, 04:41       | H-IIA 2024 | IGS-Radar 2 IGS-Optical 3V                                                                                                  | Úspěch   |
| 13        | 14. září 2007, 01:31        | H-IIA 202  | SELENE (Kaguya) | Úspěch   |
| 14        | 23. února 2008, 03:54       | H-IIA 2024 | WINDS (Kizuna) | Úspěch   |
| 15        | 23. ledna 2009, 03:54       | H-IIA 202  | GOSAT (Ibuki) SDS-1 STARS (Kūkai) KKS-1 (Kiseki) PRISM (Hitomi) Sohla-1 (Maido 1) SORUNSAT-1 (Kagayaki) SPRITE-SAT (Raijin) | Úspěch   |
| 16        | 28. listopadu 2009, 01:21   | H-IIA 202  | IGS-Optical 3 | Úspěch   |
| 17        | 20. května 2010, 21:58      | H-IIA 202  | PLANET-C (Akatsuki) IKAROS UNITEC-1 (Shin'en) Waseda-SAT2 K-Sat (Hayato) Negai☆″                                            | Úspěch   |
| 18        | 11. září 2010, 11:17        | H-IIA 202  | QZS-1 (Michibiki) | Úspěch   |
| 19        | 23. září 2011, 04:36        | H-IIA 202  | IGS-Optical 4 | Úspěch   |
| 20        | 12. prosince 2011, 1:21     | H-IIA 202  | IGS-Radar 3 | Úspěch   |
| 21        | 17. května 2012, 16:39      | H-IIA 202  | GCOM-W1 (Shizuku) KOMPSAT-3 (Arirang 3) SDS-4 HORYU-2                                                                       | Úspěch   |
| 22        | 27. ledna 2013, 04:40       | H-IIA 202  | IGS-Radar 4 IGS-Optical 5V                                                                                                  | Úspěch   |
| 23        | 27. února 2014, 18:37       | H-IIA 202  | GPM-Core SindaiSat (Ginrei) STARS-II (Gennai) TeikyoSat-3 ITF-1 (Yui) OPUSAT (CosMoz) INVADER KSAT2                         | Úspěch   |
| 24        | 24. května 2014, 03:05      | H-IIA 202  | ALOS-2 (Daichi 2) RISING-2 UNIFORM-1 SOCRATES SPROUT                                                                        | Úspěch   |
| 25        | 7. října 2014, 05:16        | H-IIA 202  | Himawari 8 | Úspěch   |
| 26        | 3. prosince 2014, 04:22     | H-IIA 202  | Hajabusa 2 Shin'en 2 ARTSAT2-DESPATCH PROCYON                                                                               | Úspěch   |
| 27        | 1. února 2015, 01:21        | H-IIA 202  | IGS-Radar Spare | Úspěch   |
| 28        | 26. března 2015, 01:21      | H-IIA 202  | IGS-Optical 5 | Úspěch   |
| 29        | 24. listopadu 2015, 06:50   | H-IIA 204  | Telstar 12 Vantage | Úspěch   |
| 30        | 17. února 2016, 08:45       | H-IIA 202  | ASTRO-H (Hitomi) ChubuSat-2 (Kinshachi 2) ChubuSat-3 (Kinshachi 3) Horyu-4                                                  | Úspěch   |
| 31        | 2. listopadu 2016, 06:20    | H-IIA 202  | Himawari 9 | Úspěch   |
| 32        | 24. ledna 2017, 07:44       | H-IIA 204  | DSN-2 (Kirameki 2) | Úspěch   |
| 33        | 17. března 2017, 01:20      | H-IIA 202  | IGS-Radar 5 | Úspěch   |
| 34        | 1. června 2017, 00:17       | H-IIA 202  | QZS-2 (Michibiki 2) | Úspěch   |
| 35        | 19. srpna 2017, 05:29       | H-IIA 204  | QZS-3 (Michibiki 3) | Úspěch   |
| 36        | 9. října 2017, 22:01        | H-IIA 202  | QZS-4 (Michibiki 4) | Úspěch   |
| 37        | 23. prosince 2017, 01:26    | H-IIA 202  | GCOM-C (Shikisai) SLATS (Tsubame)                                                                                           | Úspěch   |
| 38        | 27. února 2018, 04:34       | H-IIA 202  | IGS-Optical 6 | Úspěch   |
| 39        | 12. června 2018, 04:20      | H-IIA 202  | IGS-Radar 6 | Úspěch   |
| 40        | 29. října 2018, 04:08       | H-IIA 202  | GOSAT-2 (Ibuki-2) KhalifaSat Diwata-2B Tenkōh Stars-AO (Aoi) AUTcube2 (Gamacube)                                            | Úspěch   |
| 41        | 9. února 2020, 01:34        | H-IIA 202  | IGS-Optical 7 | Úspěch   |
| 42        | 19. července 2020, 21:58    | H-IIA 202  | Emirates Mars Mission (Al Amal)                                                                                             | Úspěch   |
| 43        | 29. listopadu 2020, 07:25   | H-IIA 202  | JDRS-1 | Úspěch   |
| 44        | 26. října 2021, 02:19:37    | H-IIA 202  | QZS-1R | Úspěch   |
| 45        | 22. prosince 2021, 15:32:00 | H-IIA 204  | Inmarsat-6 F1 | Úspěch   |
| 46        | 26. ledna 2023, 01:50:21    | H-IIA 202  | IGS-Radar 7 | Úspěch   |
| 47        | 6. září 2023, 23:42:11      | H-IIA 202  | XRISM / SLIM | Úspěch   |
| 48        | 12. ledna 2024, 04:44:26    | H-IIA 202  | IGS-Optical 8 | Úspěch   |
| 49        | 26. září 2024, 05:24:20     | H-IIA 202  | IGS-Radar 7 | Úspěch   |
| 50        | 28. června 2025, 16:33:03   | H-IIA 202  | GOSAT-GW | Úspěch   |

## Galerie

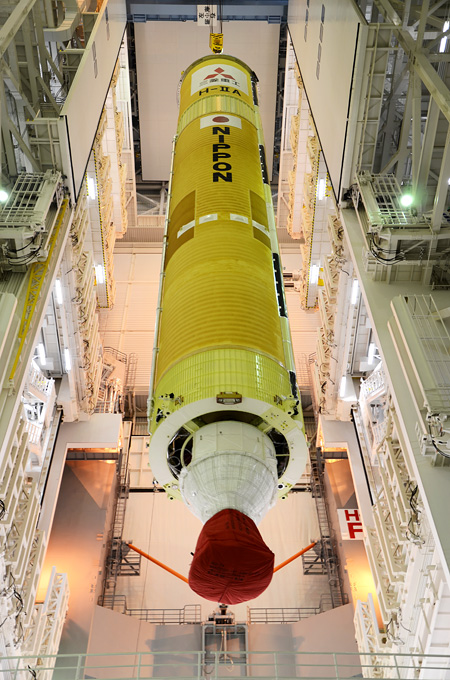
První stupeň rakety H-IIA.
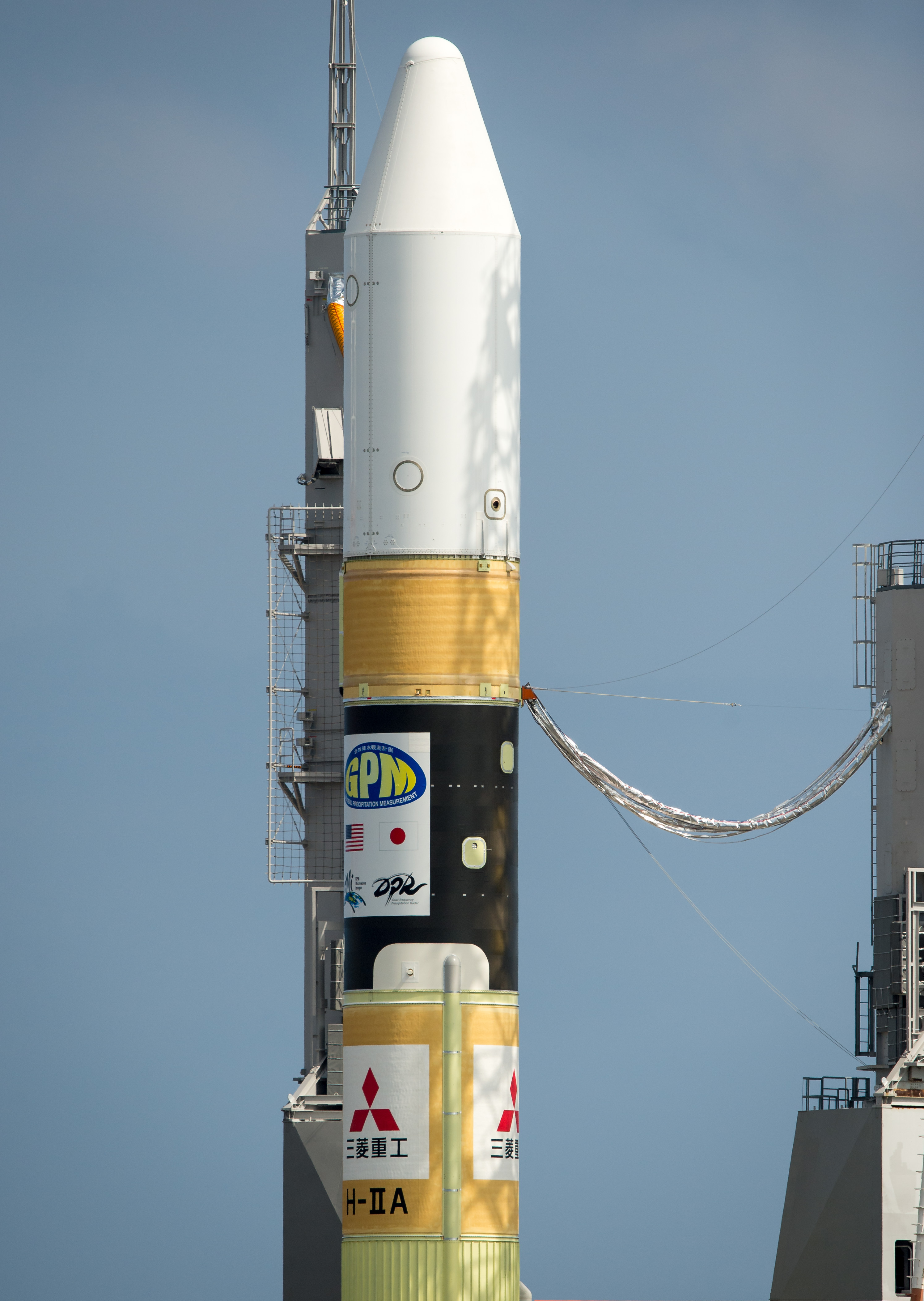
Detail aerodynamického krytu rakety H-IIA.
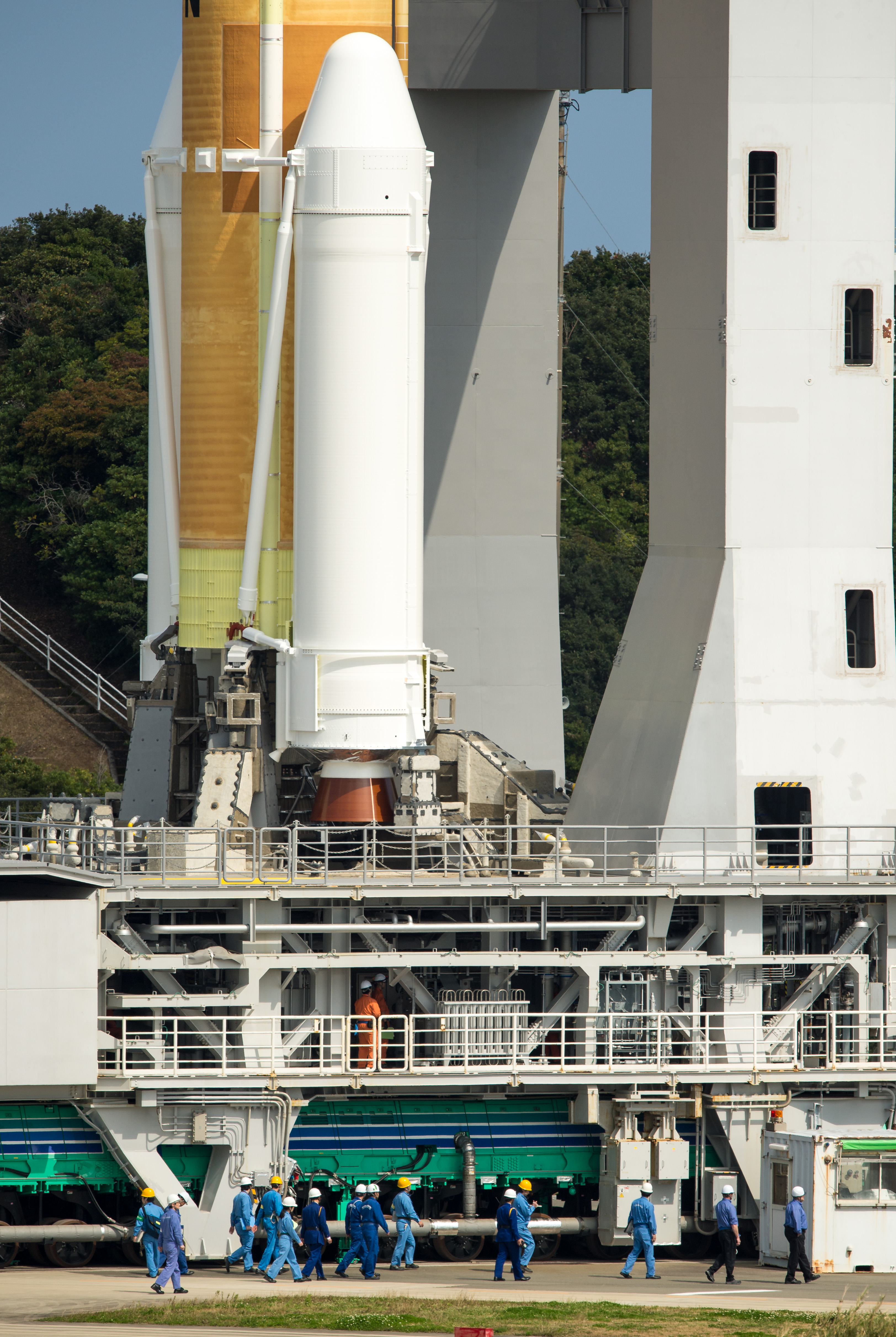
Detail urychlovacího motoru SRB.
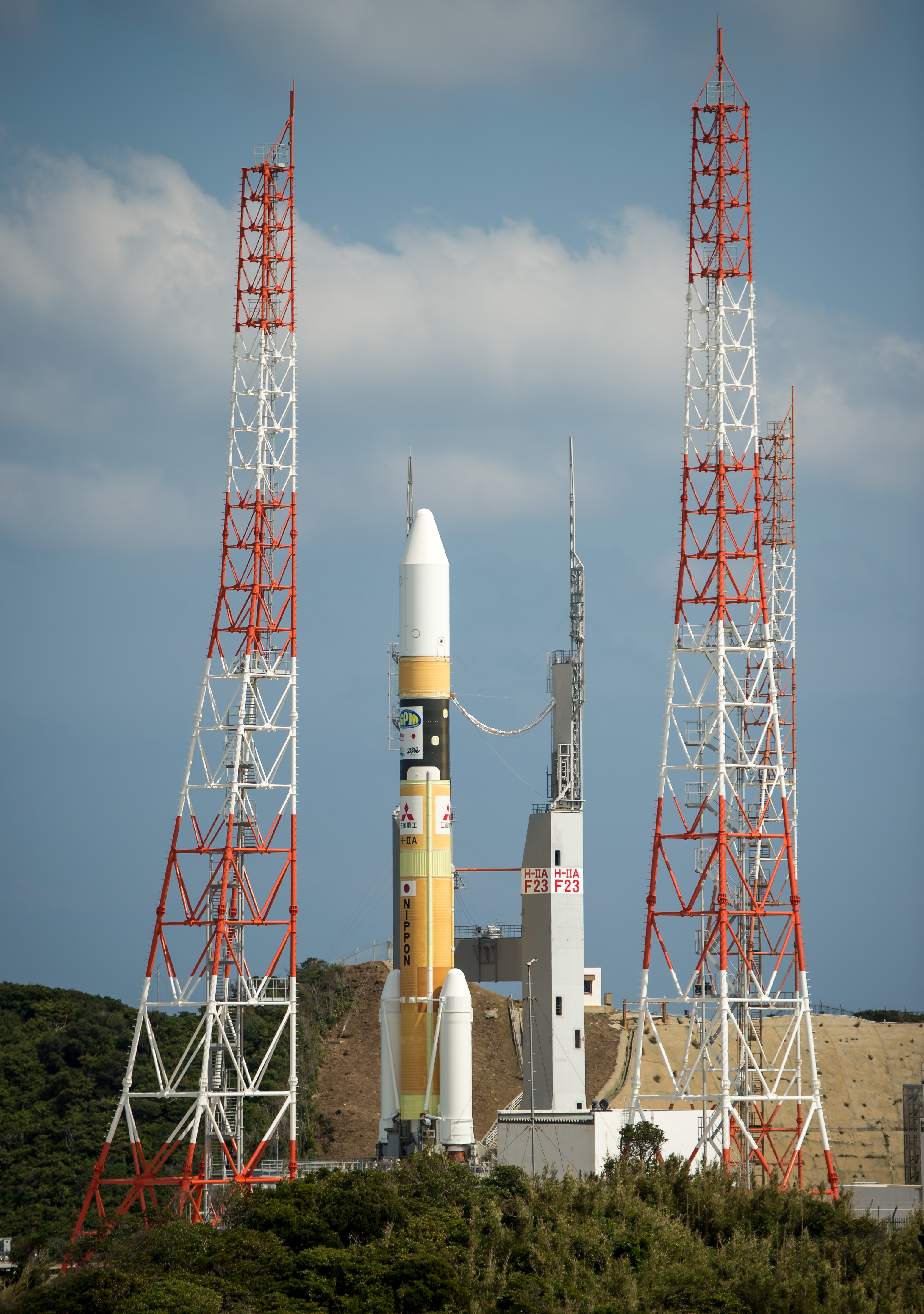
Raketa H-IIA na startovací rampě.
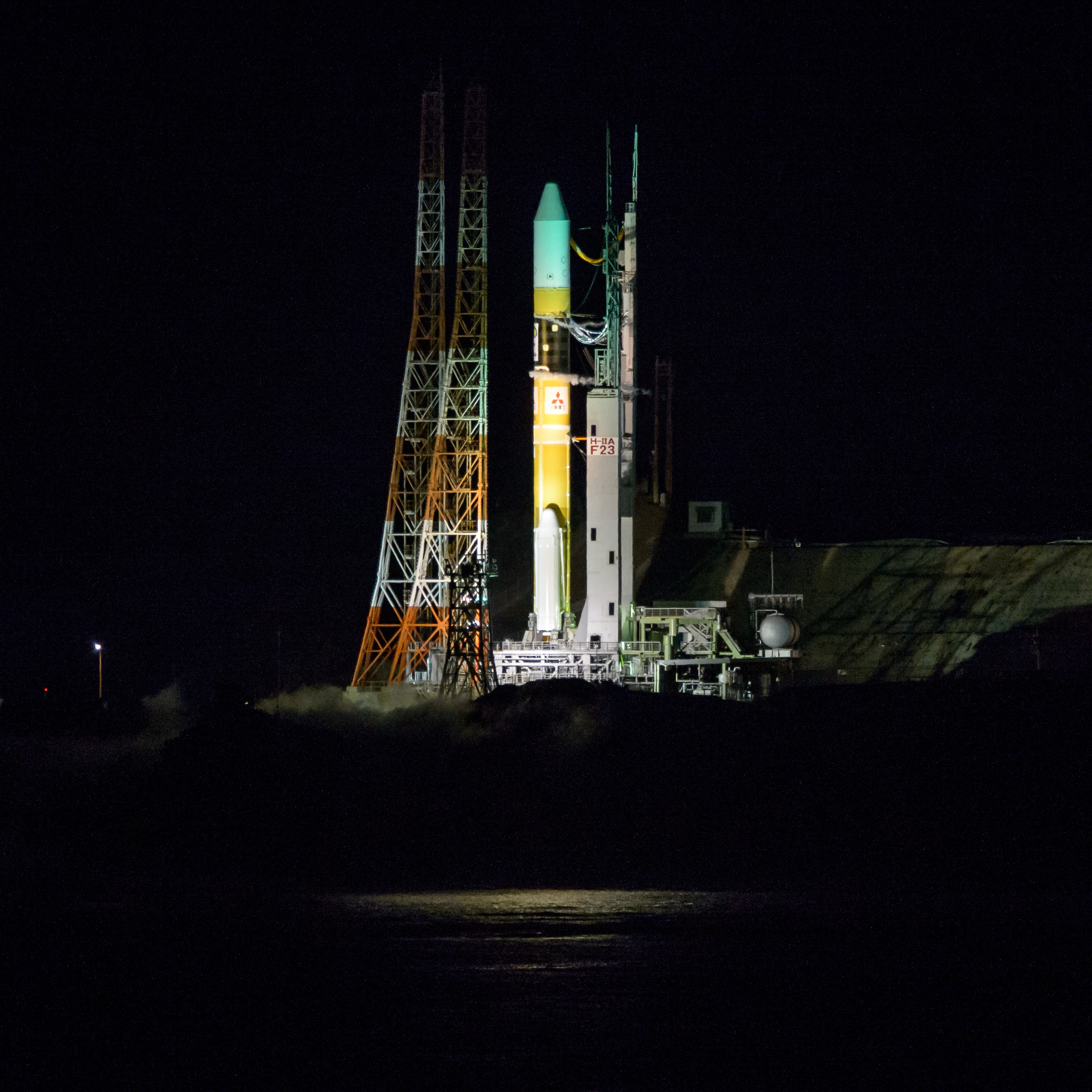
Raketa H-IIA na startovací rampě.
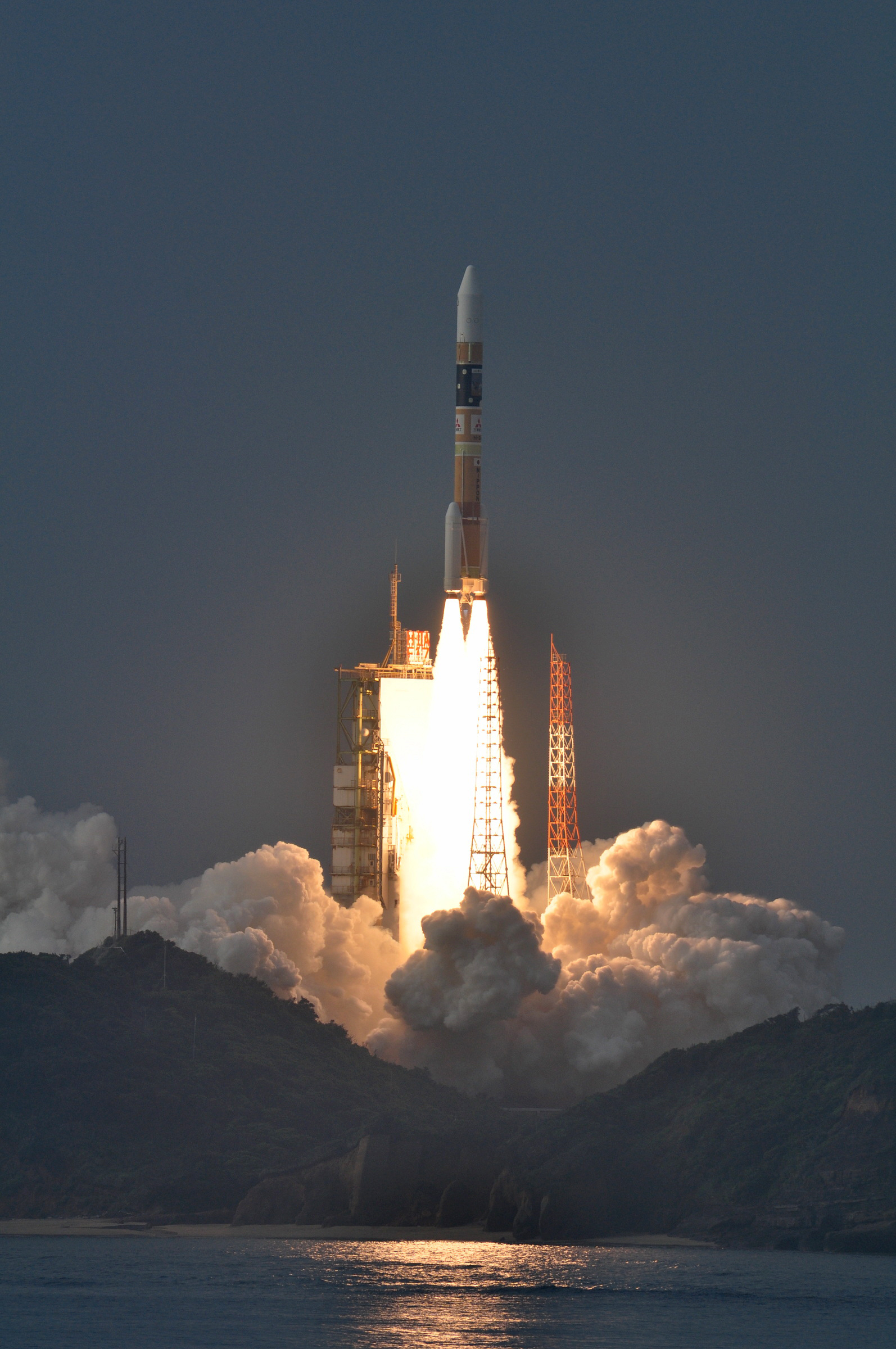
Start rakety H-IIA.
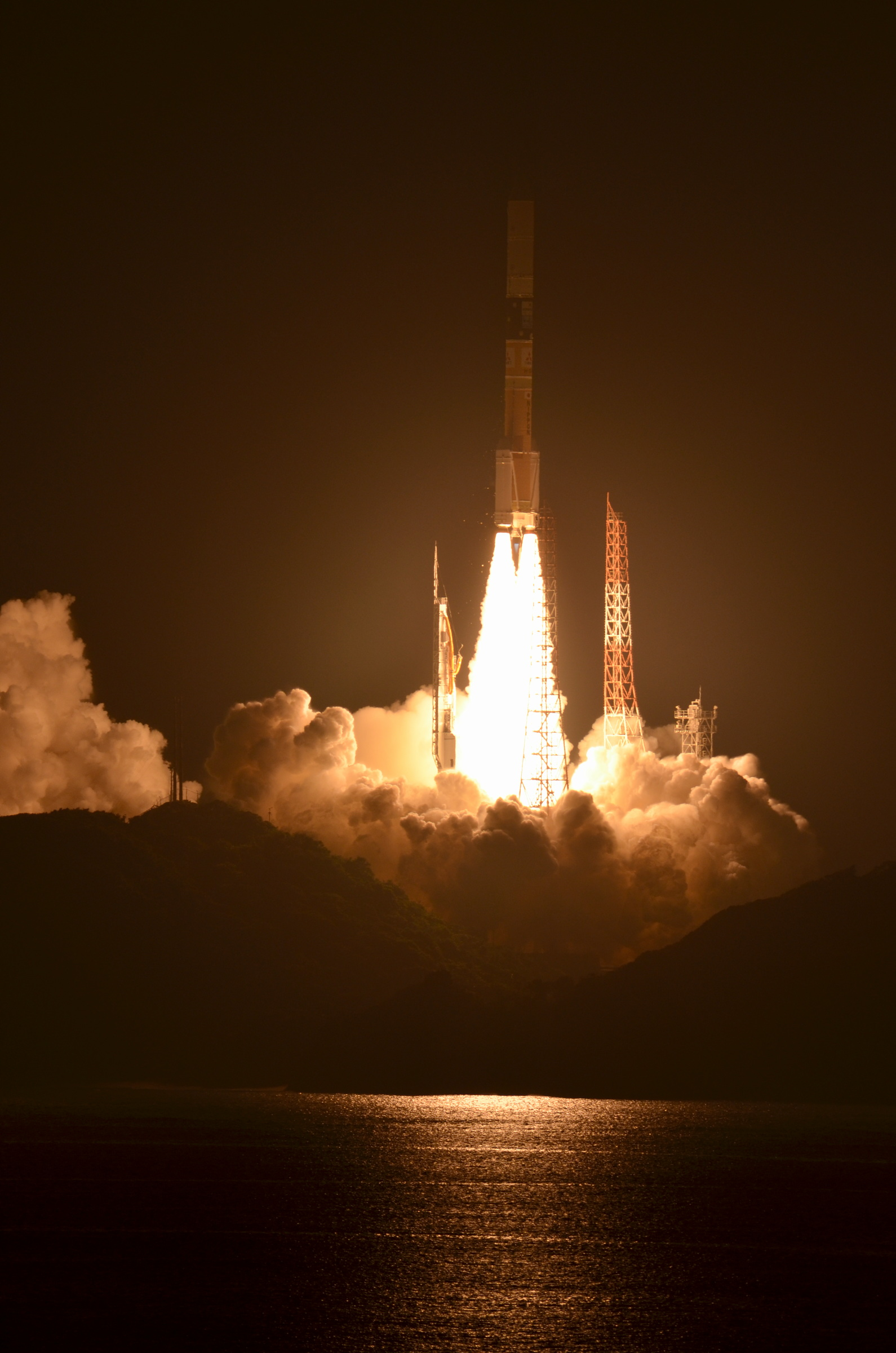
Start rakety H-IIA.
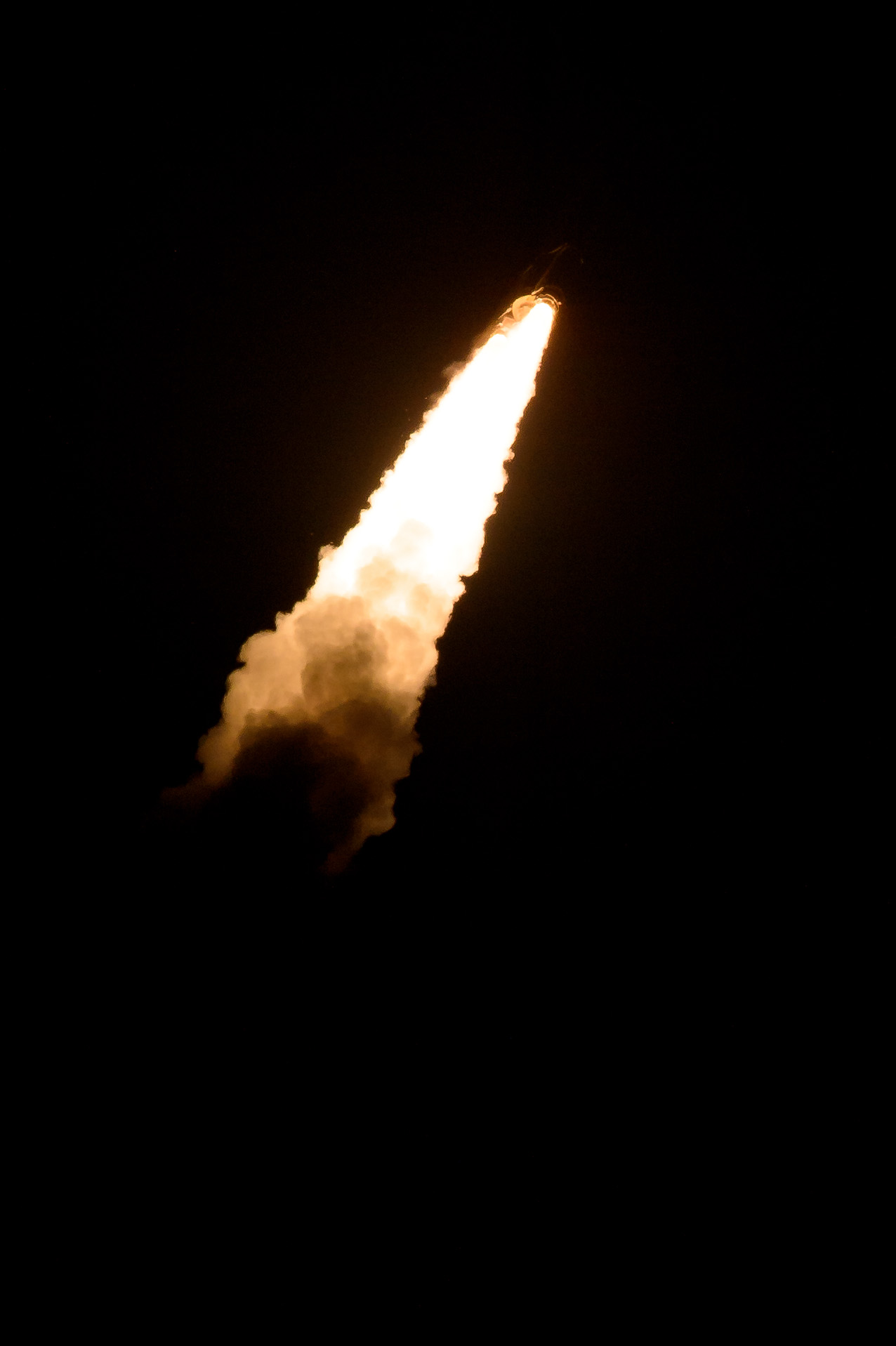
Start rakety H-IIA.